# Stazione di Santa Marinella
Stazione di Santa Marinella vasútállomás Olaszországban, Santa Marinella településen.

## Vasútvonalak
Az állomást az alábbi vasútvonalak érintik:
- Pisa–Róma-vasútvonal

## Kapcsolódó állomások
A vasútállomáshoz az alábbi állomások vannak a legközelebb:
- Stazione di Santa Severa (Stazione di Roma Termini, FL5)
- Stazione di Civitavecchia (Stazione di Civitavecchia, FL5)